# Cách Linh
Cách Linh là một xã thuộc huyện Quảng Hòa, tỉnh Cao Bằng, Việt Nam.

## Địa lý
Xã Cách Linh nằm ở phía đông nam huyện Quảng Hòa, có vị trí địa lý:
- Phía đông giáp Trung Quốc
- Phía tây giáp xã Hồng Quang
- Phía nam giáp xã Đại Sơn
- Phía bắc giáp xã Bế Văn Đàn và xã Chí Thảo.

Xã Cách Linh có diện tích 47,50 km², dân số năm 2019 là 4.238 người, mật độ dân số đạt 89 người/km².
Trên địa bàn xã Cách Linh có một số ngọn núi như Cách Linh, Cốc Sàng, Chọc Rây, Lăng Hoài, Lũng Cân, Lũng Phẳng, Đông Âm, Chọc Sước, Pò Tỹ Nằng và dãy núi Khau Luông.
Các con suối chảy trên địa phận Cách Linh gồm: sông Bắc Vọng, suối Khuổi Xám, suối Khuổi Lầu, suối Khuổi Luông, suối Pó Tèng.

## Lịch sử
Địa bàn xã Cách Linh hiện nay trước đây vốn là xã Cách Linh và một phần xã Hồng Đại thuộc huyện Phục Hòa.
Ngày 10 tháng 6 năm 1981, Hội đồng Chính phủ ban hành Quyết định 245-CP. Theo đó, sáp nhập các xóm Slằng Vài, Bó Bẻ, Noọc Tổng của xã Hồng Đại vào xã Cách Linh.
Ngày 9 tháng 9 năm 2019, Hội đồng Nhân dân tỉnh Cao Bằng ban hành Nghị quyết số 27/NQ-HĐND về việc sáp nhập một số xóm thuộc hai xã Cách Linh và Hồng Đại.
Đến năm 2019, xã Cách Linh có diện tích 34,00 km², dân số là 2.993 người, mật độ dân số đạt 88 người/km², gồm 8 xóm: Phố Cách Linh, Bản Mển, Bản Riềng, Đông Chiêu, Lăng Hoài I, Lăng Hoài II, Sa Xám, Trường An. Xã Hồng Đại có diện tích 19,40 km², dân số là 2.003 người, mật độ dân số đạt 103 người/km², có 5 xóm: Bắc Hồng I, Bắc Hồng II, Liên Hồng, Nam Hồng, Nà Suối.
Ngày 10 tháng 1 năm 2020, Ủy ban Thường vụ Quốc hội ban hành Nghị quyết số 864/NQ-UBTVQH14 về việc sắp xếp các đơn vị hành chính cấp huyện, cấp xã thuộc tỉnh Cao Bằng (nghị quyết có hiệu lực từ ngày 1 tháng 2 năm 2020). Theo đó, sáp nhập 13,50 km² diện tích tự nhiên và 1.245 người của xã Hồng Đại vừa giải thể vào xã Cách Linh.
Sau khi sáp nhập, xã Cách Linh có diện tích 47,50 km², dân số là 4.238 người.
Ngày 1 tháng 3 năm 2020, huyện Phục Hòa giải thể để tái lập huyện Quảng Hòa. Xã Cách Linh thuộc huyện Quảng Hòa như hiện nay.